# 예이츠큰귀박쥐
예이츠큰귀박쥐(Micronycteris yatesi)는 주걱박쥐과(신세계잎코박쥐류)에 속하는 박쥐의 일종이다. 볼리비아의 토착종이다.

## 특징
작은 크기의 박쥐로 전체 몸길이는 48.5~60mm이고, 전완장은 36.5~36.7mm, 꼬리 길이는 7~9.27mm이다. 발 길이는 11.4~11.71mm, 귀 길이는 16~18mm이다.